# دودي وخضور
دودي وخضور (بالإنجليزية: Sitting Ducks)‏ هو مسلسل رسوم متحركة امريكي للأطفال على أساس السلسلة الأولى عام 1970 وكتاب يحمل نفس الاسم عام 1998 وهو من إنشاء فنان الملصقات مايكل بيدارد. عُرضت السلسلة لأول مرة في اوروبا 2001 ولاحقا في الولايات المتحدة في قناة كرتون نتورك وفي استراليا على abc وكندا على قناة يوميأوري وفي المملكة المتحدة على citv ديزني xd وفي اليابان، وعُرض في النسخة اليابانية من قناة كرتون نتورك. جميع حلقات المسلسل متاحة على منصة سبيستون غو.
في العالم العربي تمت دبلجة المسلسل بواسطة مركز الزهرة للدوبلاج، وعُرض على قناة سبيستون ولاحقا على قناة إم بي سي 3 ولاحقا على قناة الجزيرة الأطفال عام 2010.

## الأصوات العربية
- منصور السلطي - دودي
- محمد خرماشو - خضور

## روابط خارجية
- دودي وخضور على موقع IMDb (الإنجليزية)
- دودي وخضور على موقع كينوبويسك (الروسية)
- دودي وخضور على موقع ألو سيني (الفرنسية)
- دودي وخضور على موقع قاعدة بيانات الفيلم (الإنجليزية)